# Isaac Hamilton
Isaac Brandon Hamilton (Los Angeles, 14 maggio 1994) è un cestista statunitense.

## Palmarès
- McDonald's All-American Game (2013)